# Andrea Parker (Schauspielerin)

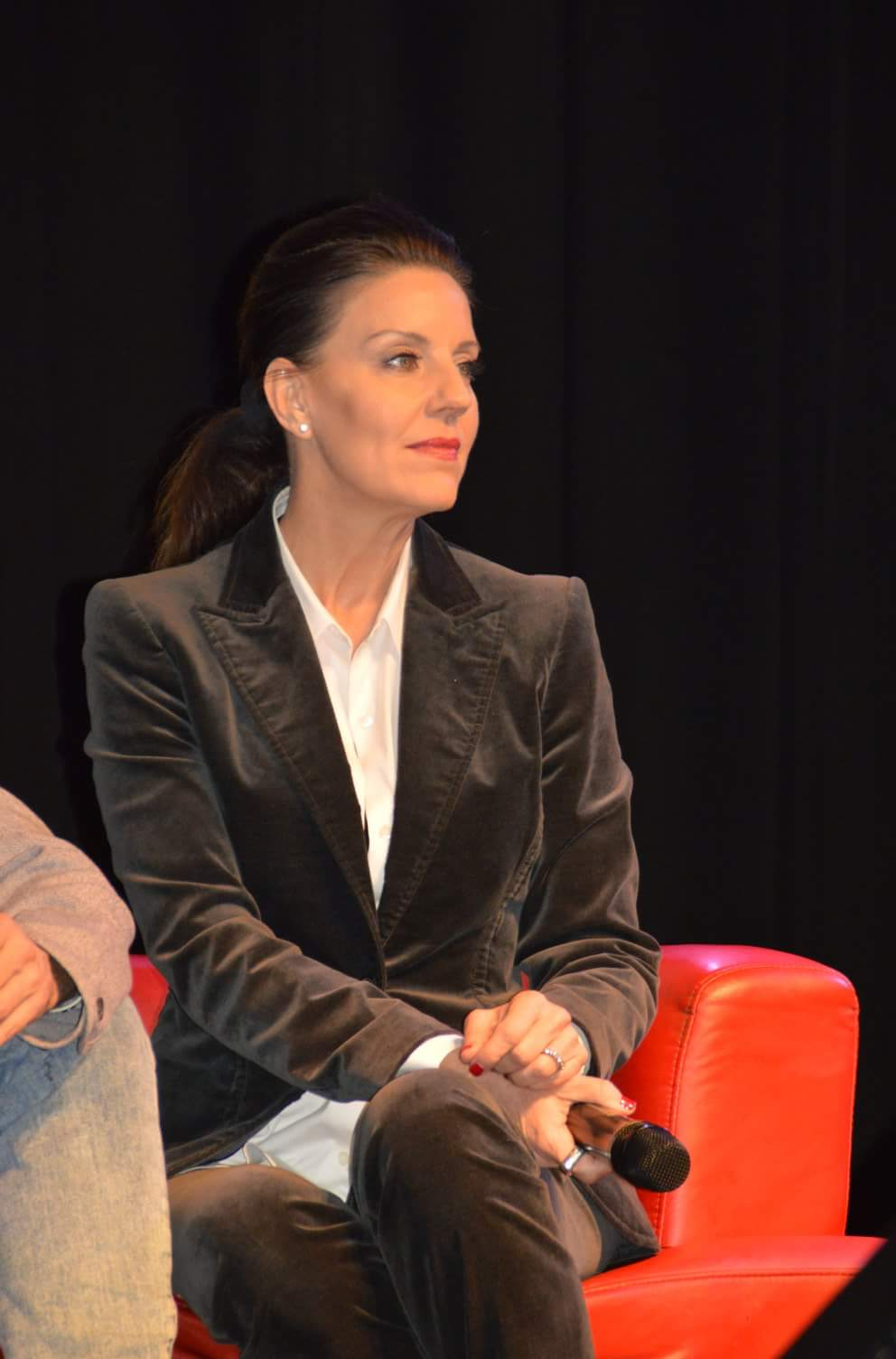
Andrea Parker, 2018

Andrea Parker (* 8. März 1970 in Monterey County, Südkalifornien) ist eine US-amerikanische Schauspielerin.

## Leben und Karriere
Andrea Parker wurde als das älteste von vier Kindern geboren. Bereits mit sechs Jahren fand sie eine Verbindung zu Musik und Tanz und nahm an Ballett-Jugendkursen in New York, San Francisco und Cleveland teil. Im Alter von 15 Jahren trat Parker eine Anstellung am San Francisco Ballett an, wo sie drei Jahre lang blieb.
Danach kehrte Parker nach Südkalifornien zurück und begann ihre Karriere als Tänzerin. Sie trat in Videos, in Werbung und bei Modeveranstaltungen auf. Nachdem sie fünf Jahre lang Schauspielkurse besucht hatte, wurde bei einem Auftritt des Theaterstücks Fine Line in Los Angeles ein Manager auf sie aufmerksam und engagierte sie für die Seinfeld-Episode Der Wettstreit.
Mit ihren Auftritten als Linda Farrell in der Serie Emergency Room – Die Notaufnahme als Dr. Doug Ross' Freundin und als Lieutenant Caitlin Pike in JAG – Im Auftrag der Ehre wurde sie immer berühmter. Ihren Durchbruch hatte sie mit der Rolle der Miss Parker in der Mystery-Serie Pretender.

## Filmografie (Auswahl)
- 1989: Eine schrecklich nette Familie (Married... with children, Fernsehserie, Folgen 3x17–18)
- 1992: Seinfeld (Fernsehserie, Folge 4x11 The Contest)
- 1993: Die Abenteuer des Brisco County jr. (The Adventures of Brisco County Jr., 2 Folgen)
- 1993: 4x Herman (Herman's Head, Fernsehserie, Folge 3x12)
- 1994: Ellen (Fernsehserie, Folge 2x01 The Dentist)
- 1994–1995 Emergency Room – Die Notaufnahme (ER, Fernsehserie, 10 Folgen)
- 1995–1996, 2001: JAG – Im Auftrag der Ehre (JAG, Fernsehserie, 5 Folgen)
- 1996: Mord ist ihr Hobby (Murder She Wrote, Fernsehserie, Folge 12x21 Race to Death)
- 1996–2000: Pretender (The Pretender, Fernsehserie, 86 Folgen)
- 2000: Delicate Instruments
- 2001: Pretender – Nichts scheint wie es ist (The Pretender 2001, Fernsehfilm)
- 2001: Pretender – Insel der Gequälten (The Pretender: Island of the Haunted, Fernsehfilm)
- 2002: First Monday (Fernsehserie, Folge 1x06 Dangerous Words)
- 2002–2006: Office Girl (Less Than Perfect, Fernsehserie, 81 Folgen)
- 2005: Kitchen Confidential (Fernsehserie, Folge 1x01)
- 2008: The Mentalist (Fernsehserie, Folge 1x06 Tisch 43)
- 2009: My Name Is Earl (Fernsehserie, Folge 4x18 Friends with Benefits)
- 2009: CSI: Miami (Fernsehserie, Folge 8x04 In Plane Sight)
- 2011–2012: Desperate Housewives (Fernsehserie, 11 Folgen)
- 2011–2017: Pretty Little Liars (Fernsehserie, 35 Folgen)
- 2012: Suits (Fernsehserie, Folge 1x10 Nachtschicht)
- 2013: Devious Maids (Fernsehserie, Folge 1x01 Dienstmädchen auf Abwegen)